# Mas d'en Dorra
El mas d'en Dorra és un edifici del municipi de Fortià (Alt Empordà) inclòs en el catàleg de masies del municipi.

## Descripció
Es tracta d'un edifici de caràcter popular de planta irregular, amb dos cossos, que s'alça en dos pisos. En el cos situat a l'oest hi ha una petita torreta afegida en les darreres obres, en el segle XXI. Annex a la finca hi ha una instal·lació de planta baixa destinada a exposicions.
Dins de la finca hi havia l'anomenat molí d'en Cambres, avui desaparegut, del qual només en queden algunes restes i la bassa.

## Història
El molí fariner està documentat des de l'època medieval i ha patit nombroses modificacions al llarg dels segles. Anteriorment, el molí era anomenat d'en Ferrer i d'en Carrera. Rebia les aigües del rec del Molí, que rep les aigües del rec Corredor, el qual neix en una mina de Santa Llogaia d'Àlguema, agafant l'aigua del Manol, i circula pel Far d'Empordà, Fortià i Castelló d'Empúries fins al mar. A la dècada de 2000 la casa va ser remodelada i gran part de les restes del molí van desaparèixer.
El mas va ser un indret idoni, atès la seva llunyania del nucli urbà, per celebrar reunions clandestines al final de la dictadura franquista de l'Assemblea de Catalunya de l'Alt Empordà.  Just Manuel Casero i Carles Causa (PSUC), que eren amics del propietari del mas, Jaume Guillament, van aconseguir un espai fantàstic i suposadament camuflat per celebrar-hi les primers reunions.
Entre els anys 2011 i 2014 la finca va acollir l'Espai d'Art Mas d'en Dorra, un centre d'art dirigit per Fina Trayter.